# Kim Moon-soo (politique)
Pour les articles homonymes, voir Kim Moon-soo.
Kim Moon-soo (김문수), né le 27 août 1951 à Yeongcheon, est un homme politique Sud-coréen, membre du parti Pouvoir au peuple (PPP).
Tout d'abord syndicaliste, il participe à la fondation du Parti du peuple en 1990. Gouverneur de la province du Gyeonggi à partir de 2006, il a été le principal concurrent de Park Geun-hye lors des primaires du parti Saenuri pour l'élection présidentielle de 2012. Il est le candidat de son parti à l'élection présidentielle de 2025.

## Biographie
Kim Moon-soo nait le 27 aout 1951 à Yeongcheon dans le Gyeongsang du Nord. Il a trois frères et trois sœurs. À partir de 1970, il commence à étudier l'administration des affaires à l'université nationale de Séoul. Il en est cependant exclu par deux fois à la suite de sa participation aux manifestations étudiantes du 15 octobre 1971 puis à cause de son implication dans le cas d'un syndicat étudiant en 1974. Il achève ses études en 1996.

### Le mouvement syndicaliste
En 1974, Kim travaille dans une usine textile à Cheonggyecheon et acquiert un brevet d'ingénieur en management de l'environnement et de la sécurité (1977). L'année suivante, il est élu dirigeant du syndicat Dorco. Il est arrêté et torturé une première fois en 1980 mais peut rejoindre Dorco à la suite de la suspension de son acte d'accusation. Arrêté une nouvelle fois à cause de sa participation à la manifestation d'Incheon du 3 mai 1986 en faveur d'élections directes, il est de nouveau torturé et emprisonné pendant deux ans et demi.

### Carrière politique
Lorsque le pays se démocratise en 1990, il participe à la création du Parti du peuple et se présente en tant que troisième candidat sur la liste de ce parti lors des 14èmes élections législatives mais n'est pas élu. Aux élections suivantes en 1996, il se présente en tant que candidat du Nouveau Parti de la Corée (Sinhangukdang, un des partis qui a mené à la formation du Saenuri) dans la circonscription de Sosa-gu à Bucheon et est élu puis réélu en 2000 et 2004. Pendant ces législatures, il s'occupe des questions concernant le travail et l'environnement mais aussi le transport dans la région de Séoul et la garde des enfants. Il se retire de l'assemblée nationale en 2006 pour se concentrer sur les élections provinciales et est élu gouverneur du Gyeonggi au mois d'aout 
à la place de Sohn Hak-kyu.

### Présidentielle de 2012
Au sein du parti Saenuri, Kim est le premier à se porter candidat à l'élection présidentielle le 22 avril 2012. Cependant, Park Geun-hye, la fille du général Park Chung-hee, président de 1962 à 1979 est alors indiscutablement la favorite du parti et des sondages. Dans sa présentation, il insiste sur sa volonté de réduire les disparités régionales, générationnelles et idéologiques ainsi que celles des revenus. Il souligne l'urgence pour le pays de s'occuper  des problèmes que rencontrent les migrants à cause de la barrière de la langue. Il demande aussi que les primaires soient ouvertes à toute la  population et pas seulement aux membres du parti. Toutefois, ses scores dans les sondages restent bas et sa popularité est plombée par l'annonce que deux pompiers ont été mutés parce qu'ils n'avaient pas reconnu sa voix au téléphone. Lors des primaires du parti Saenuri le 20 aout 2012, il finit deuxième, loin derrière Park Geun-hye, et obtient 8,7 % des suffrages.

### Élection présidentielle de 2025
Le 9 avril 2025, quelques jours après que la Cour constitutionnelle ait confirmé la destitution de Yoon Suk-yeol, provoquant une élection présidentielle anticipée, il annonce sa candidature à l'investiture de Pouvoir au peuple, le parti présidentiel.
Le 3 mai, il remporte la primaire organisée par le parti contre l'ancien ministre de la Justice Han Dong-hoon. Après son investiture, la direction du parti lui demande d'engager des discussions avec l'ancien Premier ministre et Président par intérim Han Duck-soo, non membre du parti ayant annoncé sa candidature, afin de présenter une candidature commune au scrutin. Ces discussions n'aboutissent toutefois pas à un accord entre les deux candidats. Le 10 mai, la direction de Pouvoir au peuple propose de retirer l'investiture à Kim pour l'attribuer à Han, mais la proposition est rejetée par les adhérents lors d'un vote tenu le jour-même.

## Publications
- L'appel de dix prisonniers de conscience dans les années 1980 (1987)
- Rapport sur les droits des travailleurs en 1992 (1993)
- Innovation Tasks 20 (coauteur, 1994)
- Une cravate ne me va toujours pas (1995)
- Les députés à l'assemblée nationale sont les serviteurs des citoyens
- Monsieur le président, pourquoi ne prenez vous pas le métro de l'enfer ? (1996)
- Mon chemin, mon rêve (2006)
- Je rêve de liberté dans la province de Gyeonggi, une prison de la réglementation  (2008)